# Oliver Goldsmith
Oliver Goldsmith (n. 10 noiembrie 1728 - d. 4 aprilie 1774, Londra, Anglia) a fost un scriitor și medic irlandez.
Prin scrierile sale pastorale și de prezentare idilică a vieții de familie, a fost, alături de Laurence Sterne, un reprezentant de seamă al sentimentalismului.

## Opera
- 1760/1762: Cetățeanul lumii ("A Citizen of the World")
- 1764: Călătorul ("The Traveller")
- 1766: Vicarul din Wakefield ("The Vicar of Wakefield")
- 1768: Omul bun din fire ("The Good-Natur'd Man")
- 1770: Satul părăsit ("The Deserted Village")
- 1773: Greșelile unei nopți ("She Stoops to Conquer")